# Dipterocarpus crinitus
Dipterocarpus crinitus (tiếng Indonesia: tampurau) là một loài thực vật thuộc họ Dầu. Tên khoa học của cây lấy từ tiếng Latin Latin (crinitus) do cây có lông giống như tóc phủ lên một phần thân cây. Cây này cao 60 m, trong rừng cây họ Dầu hỗn hợp trên đất sét cát. Nó phân bố ở bán đảo Thái Lan, Sumatra, bán đảo Mã Lai và Borneo.